# Syneches platybregmus
Syneches platybregmus är en tvåvingeart som beskrevs av Quate 1960. Syneches platybregmus ingår i släktet Syneches och familjen puckeldansflugor. Inga underarter finns listade i Catalogue of Life.